# Музей Great Western Railway

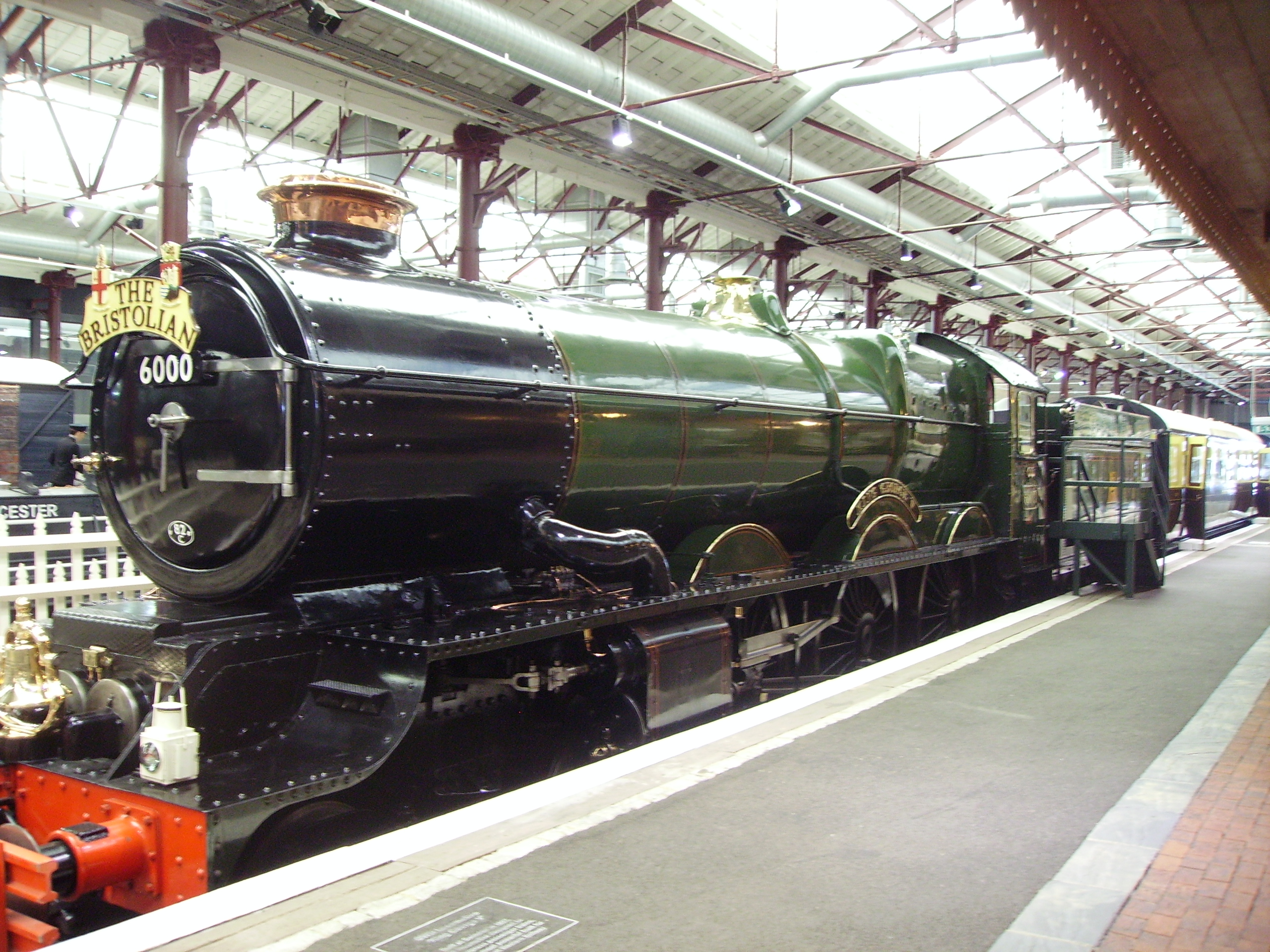
King George V ведёт пассажирский поезд Bristolian

Музей Great Western Railway — железнодорожный музей, расположенный на месте железнодорожного завода в Суиндоне (Англия) — железнодорожном центре Уилтшира. Музей открыт в 2000 году и заменил прежний музей Great Western Railway (GWR), который действовал на Фарингдон-роуд с 22 июня 1962 года.
Помимо самого музея, прежняя территория завода стала местом размещения McArthurGlen Designer Outlet и, с 2005 года, головного офиса Национального фонда Великобритании.

## Инфраструктура

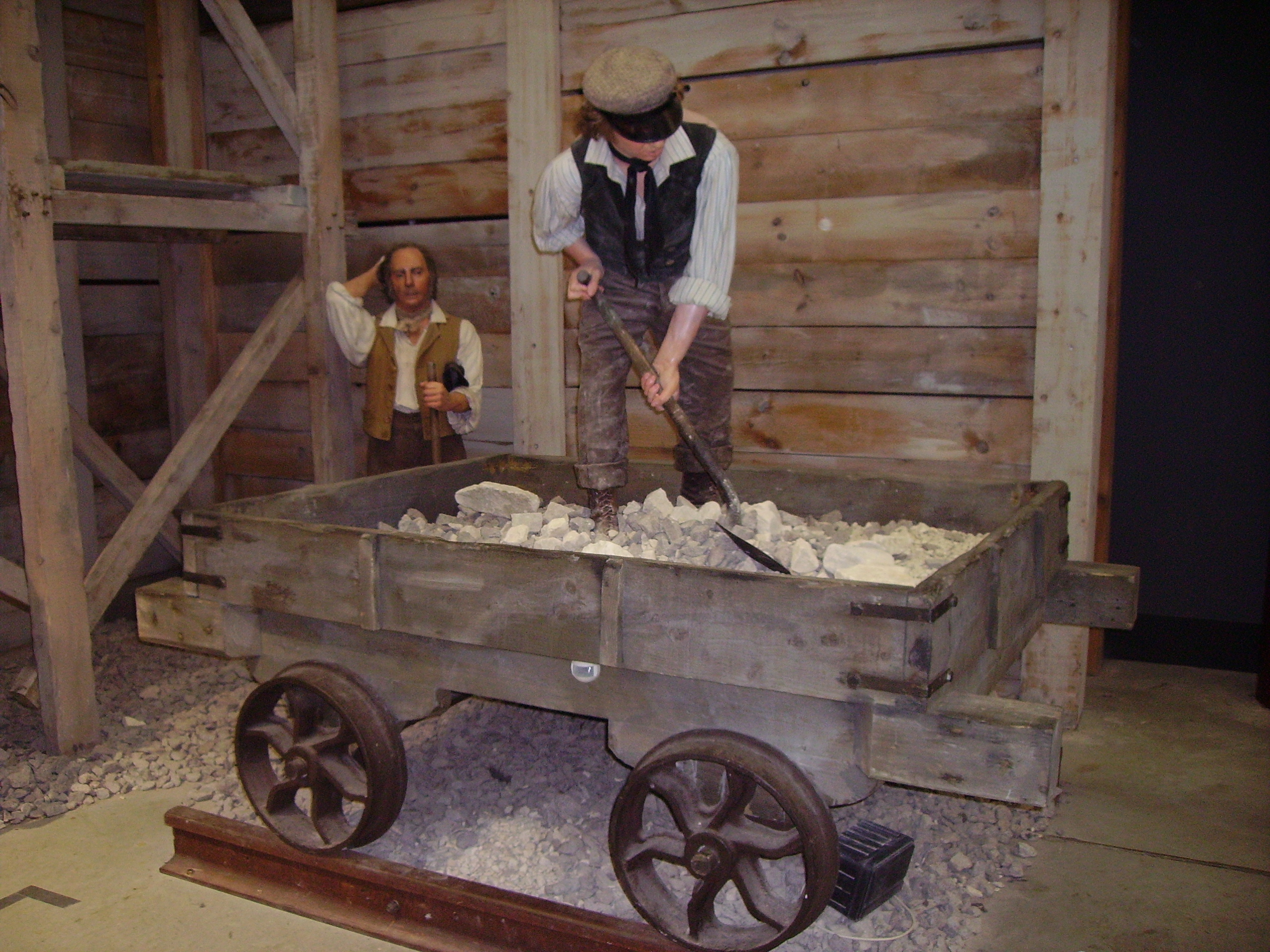
Балластный вагон

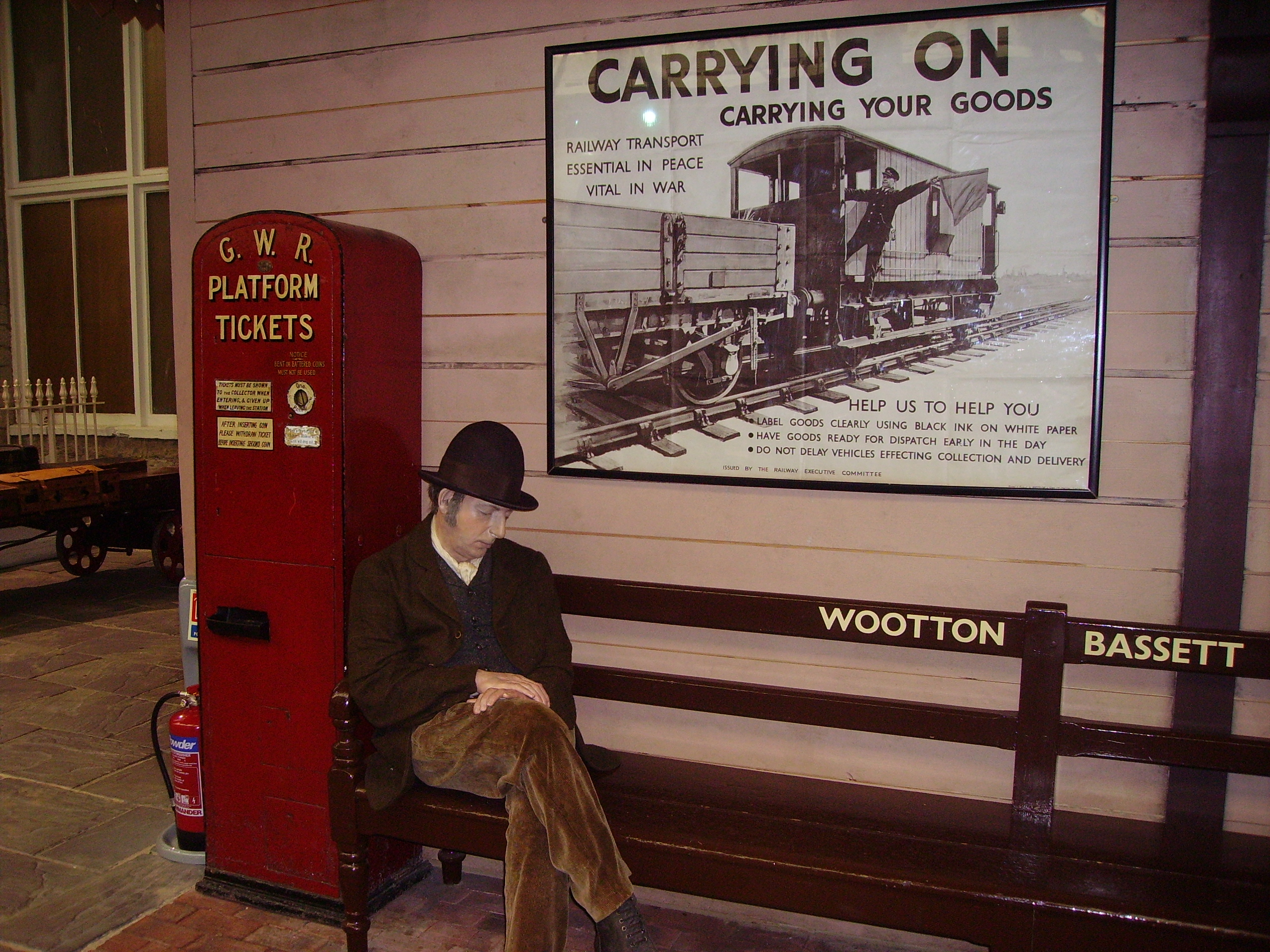
Модель станции

Музей расположен в центре Суиндона в отреставрированном здании — памятнике архитектуры. Ранее здание было частью завода Swindon Works, принаждлежавшего GWR. Завод был одним из крупнейших в мире производителем локомотивов. Он действовал с 1843 по 1986 годы. В период своего расцвета завод занимал площадь 120 га и выпускал по три локомотива в неделю.

## Музей
Помимо выставки экспонатов, представляющих интерес для интересующихся историей железнодорожного транспорта, музей раскрывает общественную значимость железной дороги для Суиндона, для чего используются записи личных впечатлений горожан и архивные кинодокументы. Реалистично воссозданные модели демонстрируют повседневную жизнь на железной дороге. Часть экспонатов посвящено конструированию и изготовлению локомотивов, железнодорожного оборудования и железнодорожных путей. Один из разделов экспозиции рассказывает историю GWR и её создателя, инженера Изамбарда Кингдома Брюнеля.
Среди реконструированных помещений — офис, магазины, мастерская, сигнальный пост и литейная мастерская.
В музее хранится большой архив книг, периодических изданий, фотографии, чертежей и схем, относящиеся к GWR.

## Коллекция

### Локомотивы

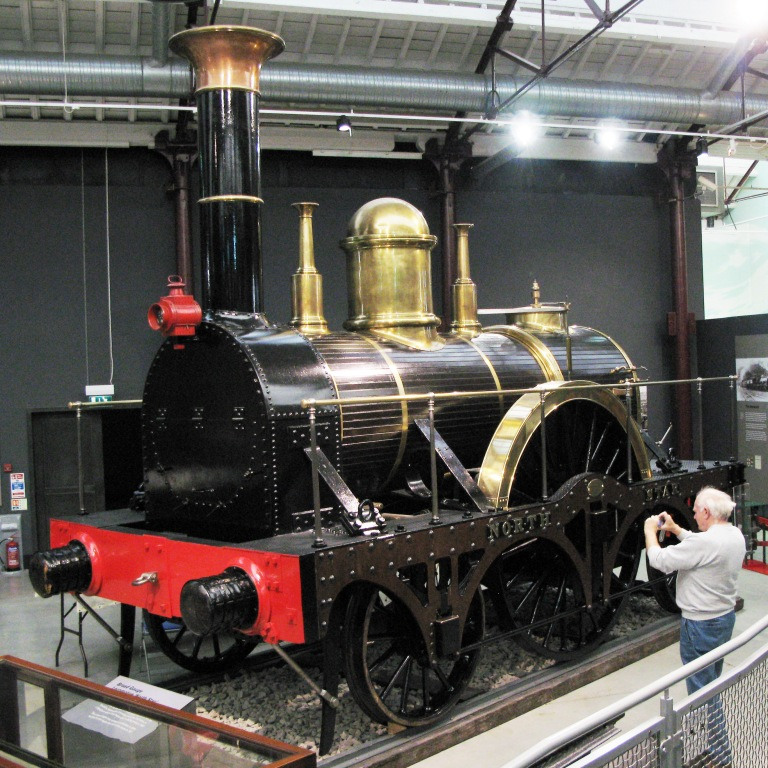
North Star

В музее хранятся локомотивы, относящиеся к эпохе паровозов на GWR. Два паровоза являются первыми представители своих серий. Большинство локомотивов включены в британскую национальную коллекцию.
- GWR Star Class North Star — реплика раннего ширококолейного паровоза. Входит в Национальную коллекцию.
- GWR 2301 Class 2516 — построен в 1897 году. Входит в Национальную коллекцию.
- GWR 3700 Class 3717 City of Truro — построен в 1903 году, в 1904 году установил рекорд скорости 102,4 мили в час на Wellington Bank. Находится в статической экспозиции на правах аренды у Британского национального музея железных дорог (вместе с 6000 King George V) в обмен на 4003 Lode Star & The GWR Railcar.[5]
- GWR 4073 Class 4073 Caerphilly Castle — построен в 1923 году. Находится в статической экспозиции. Входит в Национальную коллекцию.
- GWR 4200 Class 4248 — построен в 1916 году. Находится в статической экспозиции, разобран для изображения локомотива в процессе сборки.
- GWR 6000 Class 6000 King George V — построен в 1927 году. Находится в статической экспозиции на правах аренды у Британского национального музея железных дорог (вместе с 3717 City of Truro) в обмен на 4003 Lode Star & The GWR Railcar.
- GWR 9400 Class 9400 — построен в 1947 году. Входит в Национальную коллекцию.
- GWR 7800 Class No.7821 Ditcheat Manor — в долговременной аренде у West Somerset Railway Association с 2010 года.
- Agecroft № 3 — локомотив типа 0-4-0ST, построенный компанией Robert Stephenson and Hawthorns in 1951 году (заводской номер 7681). Находится на открытой площадке у Old Swindon Works 20 Shop[6]

В начале сентября 2017 года было объявлено, что локомотив GWR № 2818 будет передан из Национальной коллекции в собственность музея.

### Прочее
В музее также имеется небольшая коллекция вагонов и оборудования GWR.

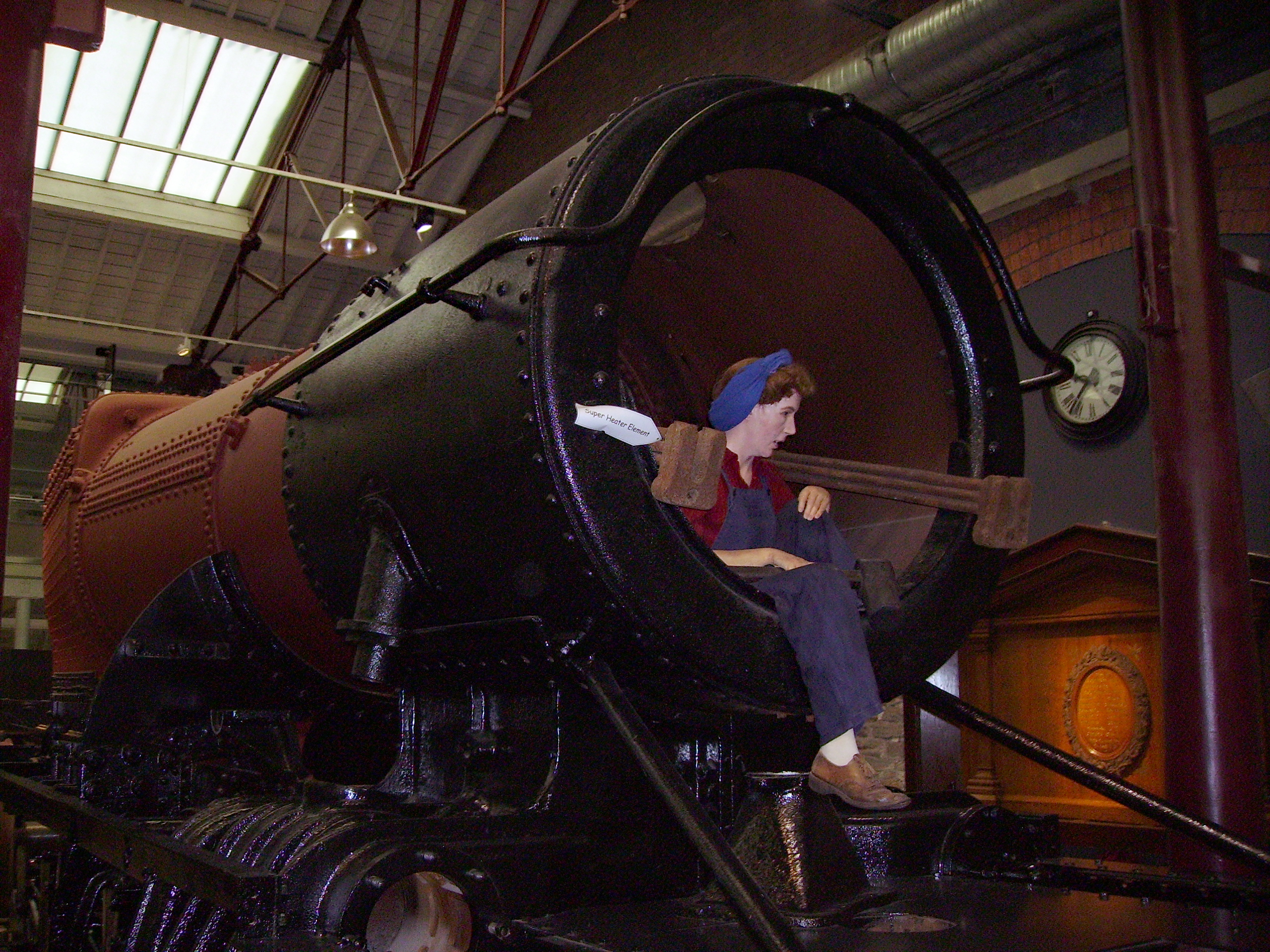
Женщина — мастер по ремонту котлов (1943)
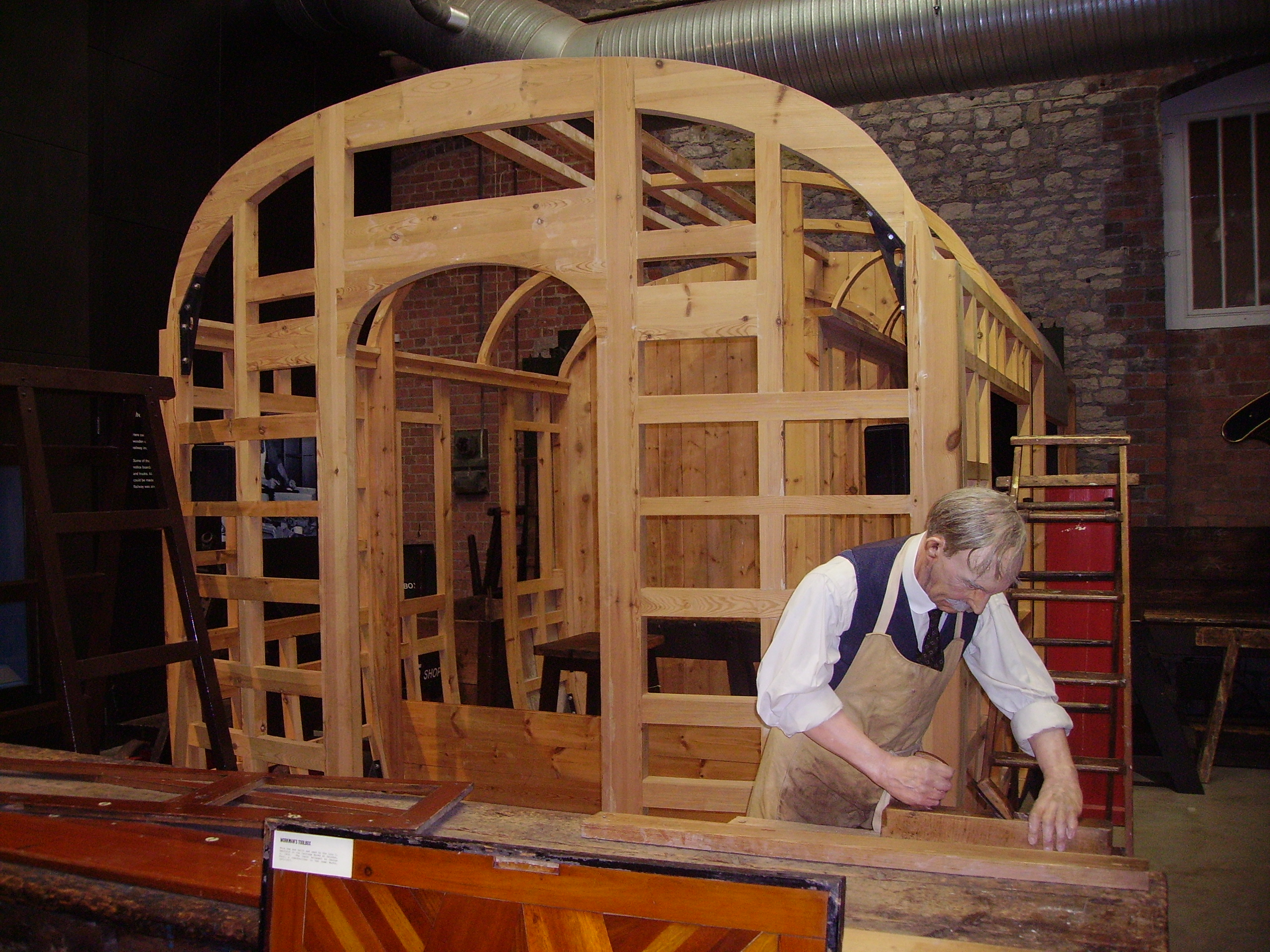
Изготовление вагона
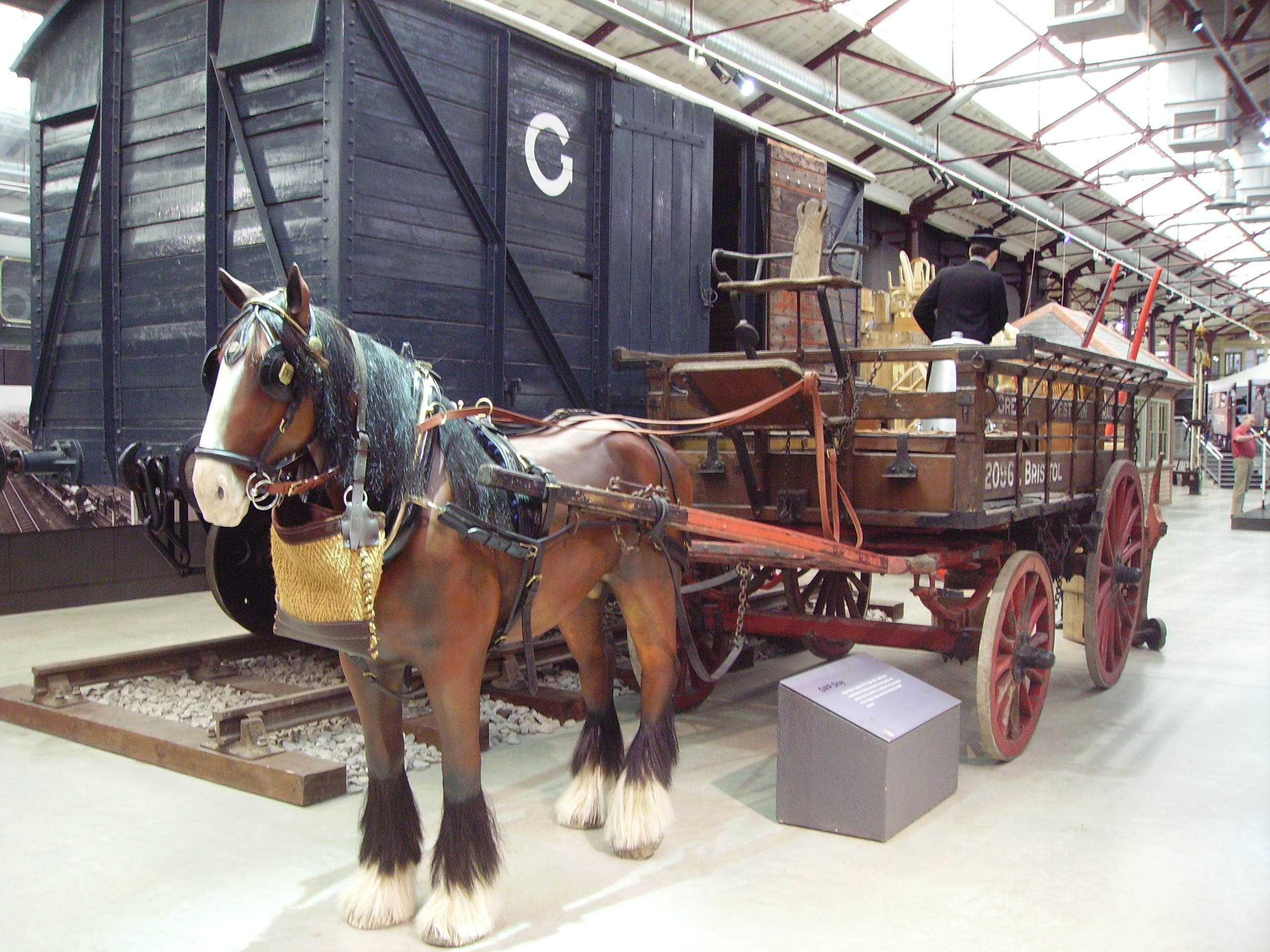
Ломовая лошадь
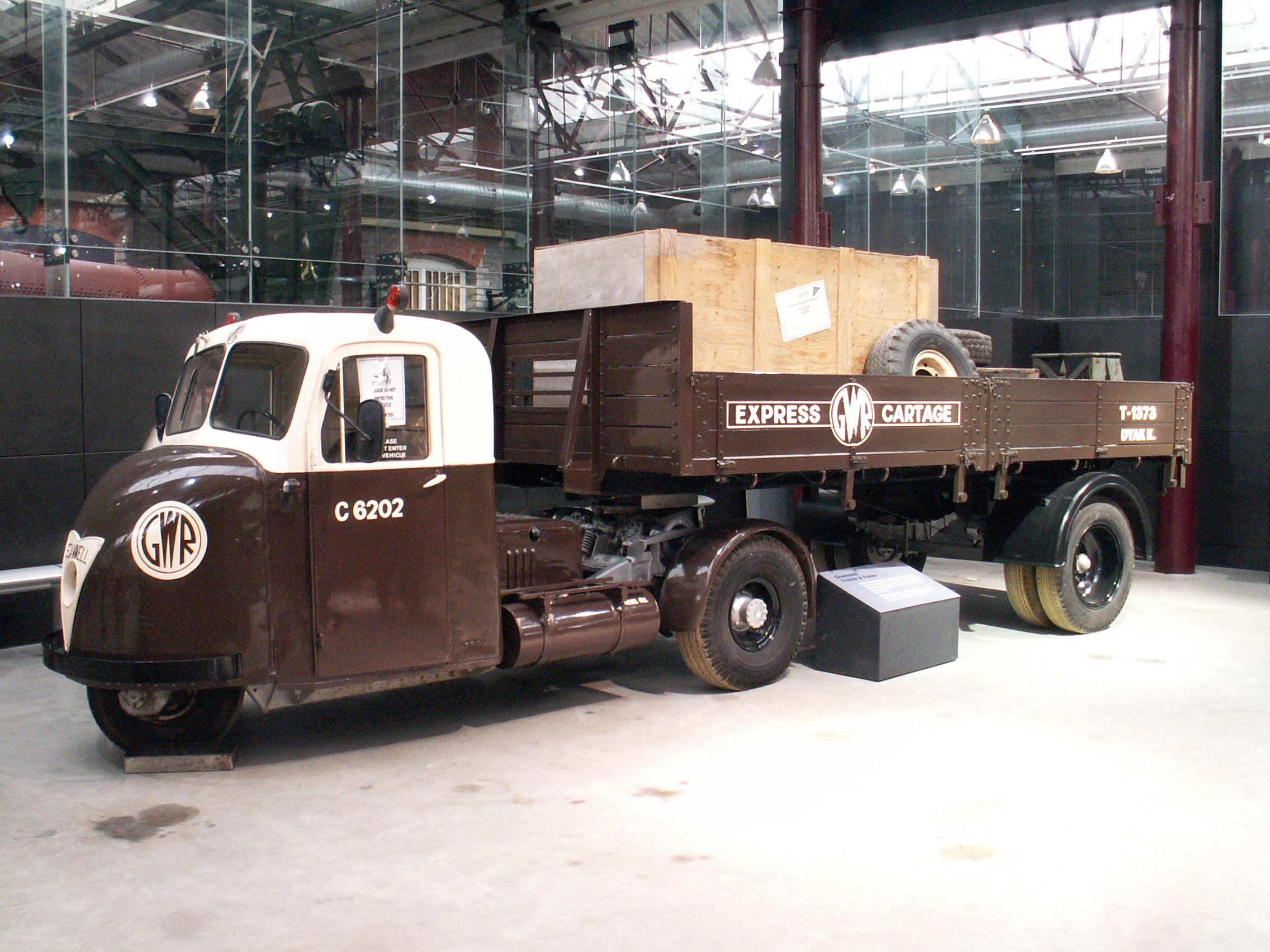
Scammell Scarab
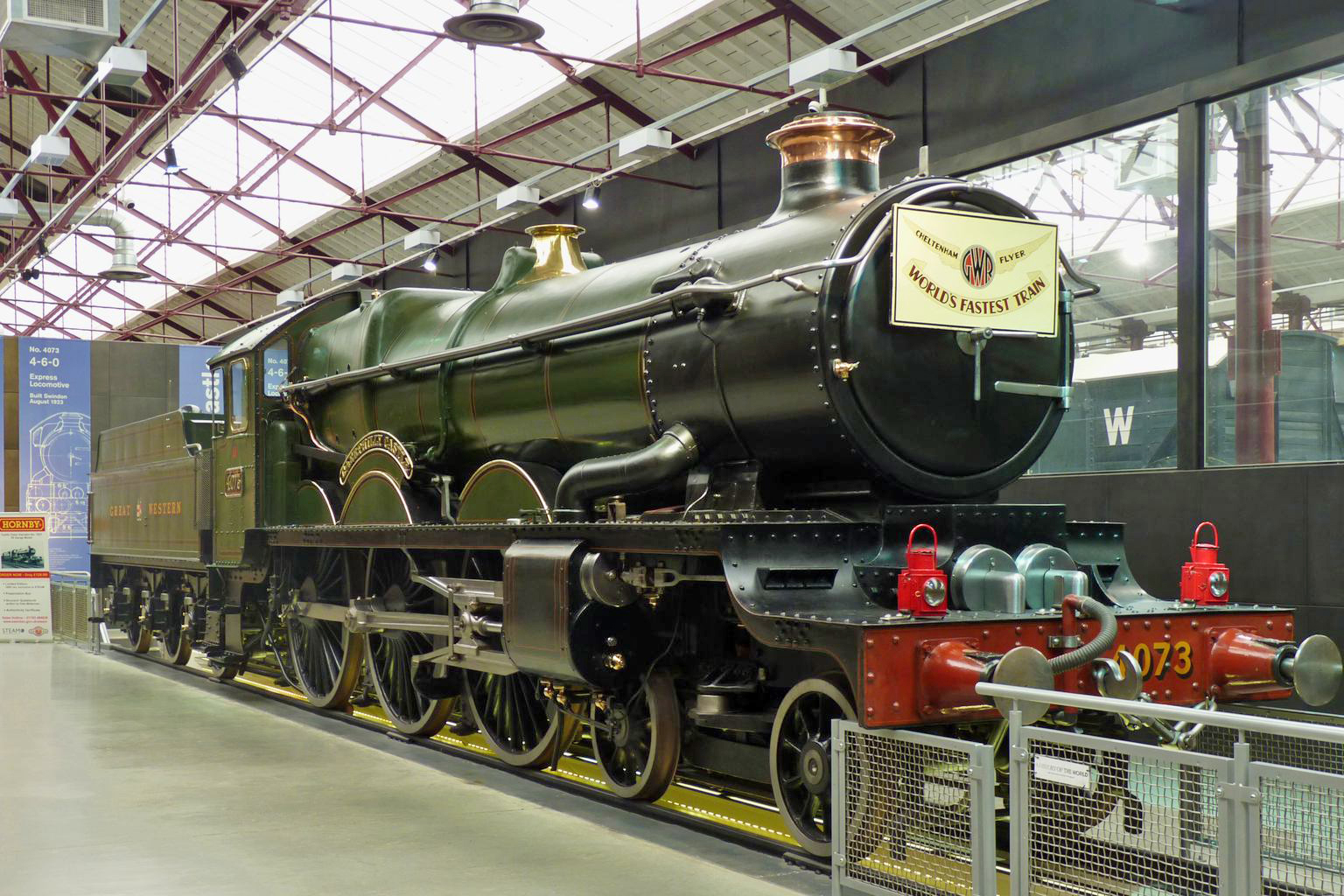
Паровоз Caerphilly Castle